# Ourouer-les-Bourdelins
Ourouer-les-Bourdelins est une commune française située dans le département du Cher en région Centre-Val de Loire.

## Géographie
- 1Carte dynamique
- 2Carte OpenStreetMap
- 3Carte topographique
- 4Carte avec les communes environnantes

Ourouer-les-Bourdelins se situe dans le sud-est du département du Cher, à une petite dizaine de kilomètres à l'ouest de La Guerche-sur-l'Aubois.
Le territoire de la commune est traversé par la rivière de l'Airin.

### Écarts
Les écarts de la commune sont : Azières, le Bois Butet, le Boudet, le Brioux, les Cagneaux, Chalivoy-les-Noix, Coron, le Domaine Neuf, En Haut, le Gavignon, le Grand Bodaize, les Grands Charentons, la Foltière, Fousselot, Moulin d’Ardilly, Moulin Perneau, Ourouer-les-Bourdelins, le Petit Bodaize, les Petits Charentons, les Plumins, le Sabineau, les Seloups, les Soutrins, Traslay, le Tremblay, la Vauvrillé, les Vauvrins, Villeneuve.

### Climat
Pour des articles plus généraux, voir Climat du Centre-Val de Loire et Climat du Cher.
En 2010, le climat de la commune est de type climat océanique dégradé des plaines du Centre et du Nord, selon une étude du CNRS s'appuyant sur une série de données couvrant la période 1971-2000. En 2020, Météo-France publie une typologie des climats de la France métropolitaine dans laquelle la commune est exposée à un climat océanique altéré et est dans la région climatique  Centre et contreforts nord du Massif Central, caractérisée par un air sec en été et un bon ensoleillement. 
Pour la période 1971-2000, la température annuelle moyenne est de 11 °C, avec une amplitude thermique annuelle de 16,2 °C. Le cumul annuel moyen de précipitations est de 800 mm, avec 11,4 jours de précipitations en janvier et 7,3 jours en juillet. Pour la période 1991-2020, la température moyenne annuelle observée sur la station météorologique installée sur la commune est de 11,8 °C et le cumul annuel moyen de précipitations est de 791,0 mm,. Pour l'avenir, les paramètres climatiques de la commune estimés pour 2050 selon différents scénarios d'émission de gaz à effet de serre sont consultables sur un site dédié publié par Météo-France en novembre 2022.
| Mois                                  | jan.             | fév.           | mars           | avril         | mai             | juin          | jui.          | août           | sep.            | oct.            | nov.             | déc.             | année      |
| ------------------------------------- | ---------------- | -------------- | -------------- | ------------- | --------------- | ------------- | ------------- | -------------- | --------------- | --------------- | ---------------- | ---------------- | ---------- |
| Température minimale moyenne (°C)     | 1,3              | 1,1            | 2,9            | 5             | 8,7             | 11,9          | 13,7          | 13,7           | 10,4            | 8,2             | 4,3              | 1,8              | 6,9        |
| Température moyenne (°C)              | 4,2              | 4,9            | 7,9            | 10,6          | 14,3            | 17,9          | 20            | 20             | 16,2            | 12,6            | 7,7              | 4,7              | 11,8       |
| Température maximale moyenne (°C)     | 7,1              | 8,6            | 12,8           | 16,1          | 20              | 23,9          | 26,4          | 26,2           | 21,9            | 17              | 11               | 7,6              | 16,6       |
| Record de froid (°C) date du record   | −14,1 12.01.1999 | −13,3 09.02.12 | −11,8 01.03.05 | −5,3 11.04.03 | −0,6 06.05.19   | 1,9 04.06.01  | 3,8 17.07.00  | 2,1 30.08.1993 | −0,8 14.09.1996 | −8,6 30.10.1997 | −10,7 24.11.1998 | −12,4 30.12.1996 | −14,1 1999 |
| Record de chaleur (°C) date du record | 17,6 30.01.02    | 21,7 27.02.19  | 24,9 31.03.21  | 28,5 30.04.05 | 30,7 15.05.1992 | 39,1 27.06.11 | 40,6 25.07.19 | 40,3 05.08.03  | 35,8 14.09.20   | 31,4 13.10.23   | 24,7 07.11.15    | 17,7 07.12.00    | 40,6 2019  |
| Précipitations (mm)                   | 59               | 51,5           | 52             | 69            | 84,2            | 65,4          | 64,8          | 63,6           | 65,7            | 72,1            | 74               | 69,7             | 791        |

## Urbanisme

### Typologie
Au 1er janvier 2024, Ourouer-les-Bourdelins est catégorisée commune rurale à habitat dispersé, selon la nouvelle grille communale de densité à 7 niveaux définie par l'Insee en 2022.
Elle est située hors unité urbaine et hors attraction des villes,.

### Occupation des sols
L'occupation des sols de la commune, telle qu'elle ressort de la base de données européenne d’occupation biophysique des sols Corine Land Cover (CLC), est marquée par l'importance des territoires agricoles (95,3 % en 2018), une proportion sensiblement équivalente à celle de 1990 (96,1 %). La répartition détaillée en 2018 est la suivante : 
prairies (51,7 %), terres arables (41,6 %), zones urbanisées (2,7 %), zones agricoles hétérogènes (1,9 %), forêts (1,2 %), eaux continentales (0,8 %).
L'évolution de l’occupation des sols de la commune et de ses infrastructures peut être observée sur les différentes représentations cartographiques du territoire : la carte de Cassini (XVIIIe siècle), la carte d'état-major (1820-1866) et les cartes ou photos aériennes de l'IGN pour la période actuelle (1950 à aujourd'hui).

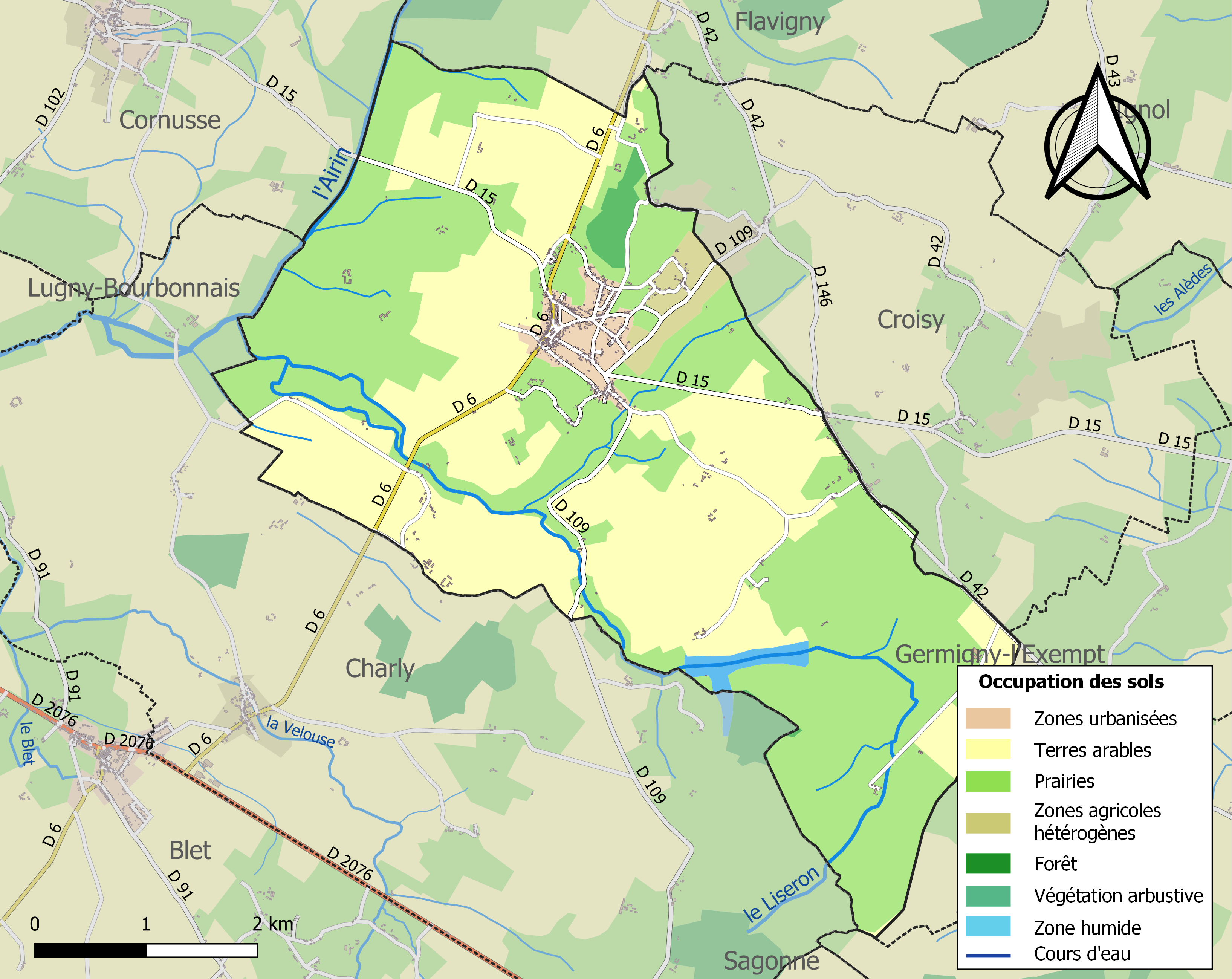
Carte des infrastructures et de l'occupation des sols de la commune en 2018 (CLC).

### Risques majeurs
Le territoire de la commune d'Ourouer-les-Bourdelins est vulnérable à différents aléas naturels : météorologiques (tempête, orage, neige, grand froid, canicule ou sécheresse), mouvements de terrains et séisme (sismicité faible). Il est également exposé à un risque technologique,  le transport de matières dangereuses. Un site publié par le BRGM permet d'évaluer simplement et rapidement les risques d'un bien localisé soit par son adresse soit par le numéro de sa parcelle.

#### Risques naturels

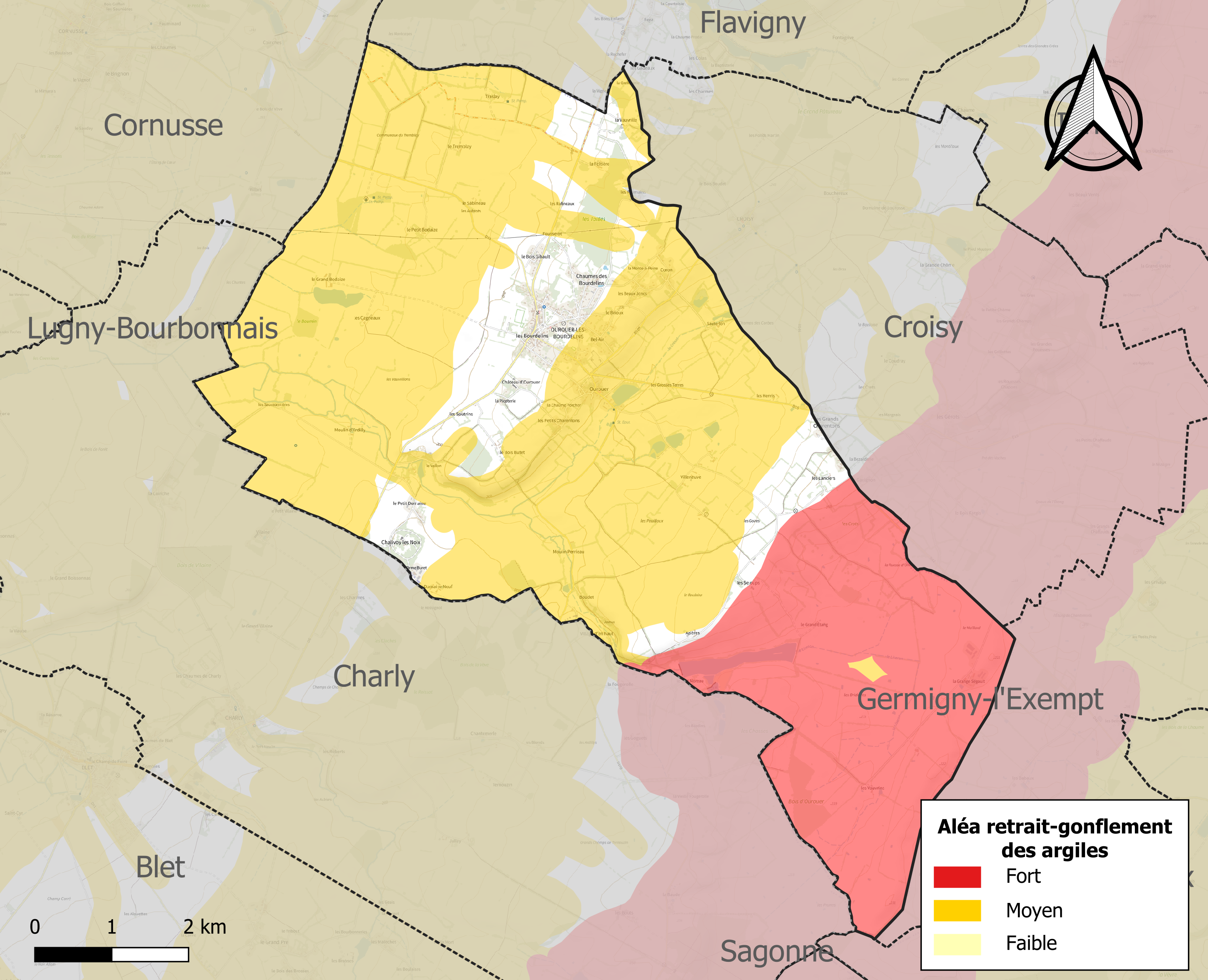
Carte des zones d'aléa retrait-gonflement des sols argileux d'Ourouer-les-Bourdelins.

La commune est vulnérable au risque de mouvements de terrains constitué principalement du retrait-gonflement des sols argileux. Cet aléa est susceptible d'engendrer des dommages importants aux bâtiments en cas d’alternance de périodes de sécheresse et de pluie. 86 % de la superficie communale est en aléa moyen ou fort (90 % au niveau départemental et 48,5 % au niveau national). Sur les 431 bâtiments dénombrés sur la commune en 2019, 186 sont en aléa moyen ou fort, soit 43 %, à comparer aux 83 % au niveau départemental et 54 % au niveau national. Une cartographie de l'exposition du territoire national au retrait gonflement des sols argileux est disponible sur le site du BRGM,.
Concernant les mouvements de terrains, la commune a été reconnue en état de catastrophe naturelle au titre des dommages causés par la sécheresse en 1996, 2011, 2018, 2019 et 2020 et par des mouvements de terrain en 1999.

#### Risques technologiques
Le risque de transport de matières dangereuses sur la commune est lié à sa traversée par des infrastructures routières ou ferroviaires importantes ou la présence d'une canalisation de transport d'hydrocarbures. Un accident se produisant sur de telles infrastructures est en effet susceptible d’avoir des effets graves au bâti ou aux personnes jusqu’à 350 m, selon la nature du matériau transporté. Des dispositions d’urbanisme peuvent être préconisées en conséquence.

## Toponymie
On relève : Orotio (1144) ; Auroüer ; Auroir (carte de Cassini) ; Ourouer-le-Chambrier (Ancien Régime).
Le nom d'Ourouer vient du latin oratorium, oratoire.

## Histoire

Blason de la famille de Troussebois

Avant la Révolution, la seigneurie d'Ourouer fut notamment aux mains des familles de Troussebois, de Gamaches et de Grivel.
Plusieurs noms nous sont parvenus :
- 1229 : Pierre de Charenton
- 1254 : Jean Troussebois
- 1293 : Olivier Troussebois
- 1385 : Jacques Troussebois
- 1409 : Philippe Troussebois, dernier seigneur d’Ourouer de la maison de Troussebois
- 1444 : Jean de Villaines
- 1612 : François de Gamaches
- 1620 : Hubert de Grivel
De 1620 à 1772, la seigneurie resta entre les mains de la famille de Grivel.

## Politique et administration
| Période                                  | Période  | Identité         | Étiquette | Qualité                             |
| ---------------------------------------- | -------- | ---------------- | --------- | ----------------------------------- |
| Les données manquantes sont à compléter. |          |                  |           |                                     |
| mars 2001                                | mai 2020 | Robert Belleret  | PS        | Retraité, conseiller départemental  |
| mai 2020                                 | En cours | Sebastien Peras, |           | Agriculteur sur grande exploitation |

## Démographie
L'évolution du nombre d'habitants est connue à travers les recensements de la population effectués dans la commune depuis 1793. Pour les communes de moins de 10 000 habitants, une enquête de recensement portant sur toute la population est réalisée tous les cinq ans, les populations de référence des années intermédiaires étant quant à elles estimées par interpolation ou extrapolation. Pour la commune, le premier recensement exhaustif entrant dans le cadre du nouveau dispositif a été réalisé en 2006.

En 2022, la commune comptait 605 habitants, en évolution de −1,63 % par rapport à 2016 (Cher : −2,48 %, France hors Mayotte : +2,11 %).
| 1793  | 1800  | 1806  | 1821  | 1831  | 1836  | 1841  | 1846  | 1851  |
| ----- | ----- | ----- | ----- | ----- | ----- | ----- | ----- | ----- |
| 1 272 | 1 275 | 1 313 | 1 429 | 1 480 | 1 615 | 1 550 | 1 630 | 1 710 |

| 1856  | 1861  | 1866  | 1872  | 1876  | 1881  | 1886  | 1891  | 1896  |
| ----- | ----- | ----- | ----- | ----- | ----- | ----- | ----- | ----- |
| 1 733 | 1 681 | 1 751 | 1 699 | 1 678 | 1 620 | 1 612 | 1 616 | 1 517 |

| 1901  | 1906  | 1911  | 1921  | 1926  | 1931  | 1936 | 1946 | 1954 |
| ----- | ----- | ----- | ----- | ----- | ----- | ---- | ---- | ---- |
| 1 531 | 1 560 | 1 343 | 1 147 | 1 141 | 1 047 | 978  | 974  | 909  |

| 1962 | 1968 | 1975 | 1982 | 1990 | 1999 | 2006 | 2011 | 2016 |
| ---- | ---- | ---- | ---- | ---- | ---- | ---- | ---- | ---- |
| 925  | 893  | 813  | 758  | 740  | 667  | 645  | 641  | 615  |

| 2021 | 2022 | - | - | - | - | - | - | - |
| ---- | ---- | - | - | - | - | - | - | - |
| 608  | 605  | - | - | - | - | - | - | - |

## Culture locale et patrimoine

### Lieux et monuments
- L'église Saint-Christophe (XIIe siècle)
- Le château de Chalivoy-la-Noix

### Personnalités liées à la commune
- Antoine Séguin (1763-1833), révolutionnaire et magistrat
- Justin Massicault (1838-1892), haut fonctionnaire et diplomate
- Auguste Courtault (1855-1911), pionnier du cyclotourisme sous le pseudonyme « Docteur Vélo »